# Grabenstätt
Grabenstätt là một đô thị trong huyện Traunstein bang Bayern, Đức.